# My World 2
My World 2 (estilizado como My World 2: The Secret Code) es el segundo y último álbum de estudio del dúo puertorriqueño Dyland & Lenny. Fue publicado el 12 de febrero de 2013 a través del sello discográfico Mas Flow, Inc., siendo distribuido por Sony Music Latin. Originalmente, el álbum tuvo una publicación tentativa para noviembre de 2012.
Una edición estándar fue publicada con once canciones y colaboraciones de diversos artistas como J Álvarez, Cosculluela, Víctor Manuelle, Yomo, Ángel López, Beatriz Luengo y Pitbull. Una versión digital fue publicado en abril, la cual incluye tres canciones nuevas, destacando su colaboración con el cantante brasileño Gusttavo Lima en «Balada».
Este fue su último álbum como dúo, ya que en agosto del mismo año, anunciaron una separación definitiva y el inicio de su etapa como artistas solistas. Dyland siguió a cargo de Duars Entertainment para el manejo de su carrera, mientras que Lenny Tavárez estuvo reinventándose al ingresar en la escena musical del trap latino.

## Lista de canciones

### Edición estándar
| N.º   | Título                                                                 | Productor(es)   | Duración |  |
| 1.    | «Pégate más»                                                           | Motiff          | 3:21     |  |
| 2.    | «Más no puedo amarte»                                                  | Luny            | 3:48     |  |
| 3.    | «Darte lo tuyo» (con J Álvarez)                                        | Luny Swifft     | 3:34     |  |
| 4.    | «Sin ti (I Don't Want to Miss a Thing)» (con Pitbull y Beatriz Luengo) | Motiff          | 4:04     |  |
| 5.    | «No me puedo escapar»                                                  | Motiff          | 3:49     |  |
| 6.    | «La cura» (con Yomo)                                                   | Luny Swifft     | 3:52     |  |
| 7.    | «Que vuele» (con Víctor Manuelle)                                      | Luny            | 3:21     |  |
| 8.    | «El juego» (con Cosculluela)                                           | Luny Tainy      | 4:10     |  |
| 9.    | «Sólo palabras»                                                        | Luny Predikador | 3:59     |  |
| 10.   | «Sin tu amor» (con Ángel López)                                        | Luny Predikador | 4:41     |  |
| 11.   | «Balada (Tchê tcherere tchê tchê)»                                     | Eliel           | 3:26     |  |
| 42:06 |                                                                        |                 |          |  |

### Edición digital
| N.º   | Título                                                         | Productor(es)  | Duración |  |
| 11.   | «Balada (Tchê tcherere tchê tchê) (Remix)» (con Gusttavo Lima) | Eliel          | 3:47     |  |
| 12.   | «No quiero perderte»                                           | Motiff         | 4:02     |  |
| 13.   | «Pa' que baje»                                                 | Luny MadMusick | 3:44     |  |
| 14.   | «Balada (Tchê tcherere tchê tchê) (Spanish versión)»           | Eliel          | 3:26     |  |
| 53:44 |                                                                |                |          |  |

## Créditos y personal
Adaptados desde AllMusic.
- Jorge Fonseca – A&R, composición (11, 14), productor ejecutivo.
- Francisco “Luny” Saldaña – Arreglista, composición, mezcla, productor ejecutivo.
- Carlos Castillo Cruz – Artista principal, composición.
- Julio M. González Tavárez – Artista principal, composición.
- Víctor Delgado (Predikador) – Arreglista, composición, mezcla.
- Jaime Ortiz (Swifft) – Arreglista, composición.
- Marcos Masis – Arreglista, composición.
- Arbise González (Motiff) – Composición, producción.
- Javid Álvarez – Artista invitado, composición.
- Pitbull – Artista invitado.
- Beatriz Luengo – Artista invitada.
- José Alberto Torres – Artista invitado, composición.
- Víctor Manuelle – Artista invitado.
- José Cosculluela – Artista invitado, composición.
- Ángel López – Artista invitado.
- Gusttavo Lima – Artista invitado.
- Gabriel Cruz – Composición (7).
- Yoel Damas – Composición (7).
- Gustavo Roy Diaz – Composición (10).
- Eli Palacios – Composición (2, 9).
- Cássio Sampaio – Composición.
- Diane Warren – Composición (4).
- Dl Warfield – Dirección de arte, diseño.
- Mauricio Guerrero – Mezcla.
- Tony Mardini – Mezcla.
- Eliel Lind Osorio – Producción.

## Posicionamiento en listas
| Listas (2013)                        | Mejor posición |
| ------------------------------------ | -------------- |
| Estados Unidos (Heatseekers Albums)  | 48             |
| Estados Unidos (Latin Rhythm Albums) | 2              |
| Estados Unidos (Top Latin Albums)    | 22             |

## Premios y nominaciones
| Año  | Premios            | Categoría                  | Resultado |
| ---- | ------------------ | -------------------------- | --------- |
| 2014 | Premios Lo Nuestro | Mejor álbum urbano del año | Nominado  |